# Less Is More (Album)
Less Is More (englisch für „Weniger ist mehr“) ist das 16. Studioalbum der britischen Progressive-Rock-Band Marillion. Es wurde am 2. Oktober 2009 veröffentlicht und ist eine Sammlung von, primär mit akustischen Instrumenten dargebotenen, schlank arrangierten Songs.

## Hintergrund
Steve Rothery: Wir haben schon seit Jahren davon geredet ein akustisches Album zu machen. Wir waren zu lange in dem Teufelskreis „Schreiben – Aufnehmen – Proben für die Tour – Touren“. Wir brauchten und wollten eine Pause davon. Pete Trewavas: Die Entscheidung, ein akustisches Album zu machen, war ein guter Weg, um mal raus aus der Tretmühle zu kommen, und eine Pause vom Songschreiben zu bekommen. Rocksquare.com: Im Anschluss an die Veröffentlichungen von Somewhere Else (2007) und Happiness Is the Road (2008) fühlte Sänger Steve Hogarth sich lyrisch ausgebrannt. In dem Bemühen sich selbst Zeit zu geben, um musikalisch und lyrisch neue Inspirationen zu finden, realisierte die Band Less Is More.
Es wird oft als Unplugged-Album bezeichnet, strenggenommen ist dies jedoch nicht richtig. Steve Rothery: Das Solo am Ende von Quartz ist einer der wenigen Momente wo ich zur elektrischen Gitarre griff.

## Wer spielte was?
- Steve Hogarth – Gesang, Klavier, Dulcitone, Hackbrett, Perkussion
- Steve Rothery – akustische Gitarren, elektrische Gitarren, portugiesische Gitarre
- Mark Kelly – Harmonium, Orgel, Hammond-Orgel, Autoharp, Glockenspiel, Klavier, Backing Vocals
- Pete Trewavas – akustische Bassgitarre, Xylophon, Backing Vocals, akustische Gitarren
- Ian Mosley – Schlagzeug, marokkanische Bongos
- B. Hartshorn – Bass Mundharmonika
- H S Ensemble – Streichinstrumente
- The Preston Bisset Singers – Chor
- S. Audley – Bowed Glockenspiel
- R. Hazelhurst – Uhrwerk-Effekte

## Titelliste
1. Go! – 05:02 (Marillion.com)
2. Interior Lulu – 07:32 (Marillion.com)
3. Out of This World – 05:05 (Afraid of Sunlight)
4. Wrapped Up in Time – 03:40 (Happiness Is the Road)
5. The Space… – 04:52 (Seasons End)
6. Hard as Love – 04:58 (Brave)
7. Quartz – 05:48 (Anoraknophobia)
8. If My Heart Were a Ball It Would Roll Uphill – 05:12 (Anoraknophobia)
9. It’s Not Your Fault – 03:33 (bisher unveröffentlicht)
10. Memory of Water – 02:37 (This Strange Engine)
11. This Is the 21st Century – 05:40 (Anoraknophobia)
12. Cannibal Surf Babe – 03:27 (Afraid of Sunlight)

## Kritiken
„Oft wirken Lieder, die in einen akustischen Mantel transferiert werden spärlich, ausdruckslos und sogar langweilig. Marillion ist das Gegenteil gelungen. Lieder, die so klingen, als ob sie nie anders den Weg ins Ohr hätten zurücklegen dürfen. Sie glänzen durch emotionsgeladenen Gesang und grandiose neu arrangierte Instrumentierung, die immer wieder für Akzente sorgt. Der Einstieg in die Musik fällt damit einfacher aus als auf den regulären Alben und verzaubert von Beginn bis Ende.“

„Less Is More? Schwierige Frage. Gleich vorneweg – die Auswahl der Stücke mag unter Umständen befremdlich anmuten, auch der Fakt, dass es nur ein rares Stück (‚It’s Not Your Fault‘) auf diese stromlose Werkschau geschafft hat mutet eher nach Geldmacherei denn einer inneren Überzeugung an.“

„Um den Faktor Dynamik beraubt, muss man sich als lautstärkeverwöhnter Musikkonsument erst weitere interessante Aspekte erschließen. Und so lernt man nach mehreren Durchläufen den Charakter Marillionscher Kompositionskunst wieder zu schätzen: unkonventionelle, spannend gestaltete Songs mit überraschender Harmonik und metrischen Finessen. Hinzu gesellt sich ein gekonntes Spiel mit epischer Songgestaltung und partiellen poppigen Elementen.“

„Ebenso abwechslungsreich, wie musiziert wird, zeigt sich auch der Gesang von Steve Hogarth, der einen bei den ganz zarten Klängen fast zum Heulen bringt. Er berührt Gefühle, die man eigentlich gar nicht zulassen will. Und immer dann, wenn er einen ganz unten hat, dann erhebt er leider seine Stimme, was fast immer in einem lauten Krächzen endet. Diese Momente holen einen dann leider oder zum Glück zurück in die reale Welt. Was wäre dieses Album für ein Meisterwerk, ohne diese schrägen Töne. […] ‚Less Is More‘ ist Kuschelrock vom Feinsten, tiefgreifend, intensiv und zumeist herrlich melancholisch. Fast ist es zu schade, diese Musik für Kuschelattacken zu verschwenden, man sollte lieber allein in den wunderschönen Klängen versinken.“

„Hier auf LESS IS MORE bieten uns die Jungs um Ausnahmesänger Steve Hogarth ruhige, eher spartanische (nicht rein akustische!) Versionen von Songs wie GO!, OUT OF THIS WORLD, HARD AS LOVE, THE SPACE, MEMORY OF WATER und ein paar Weiteren. Die Songs sind also jedem Marillion-Fan längstens bekannt und bieten EIGENTLICH nichts wirklich neues. Ist LESS IS MORE daher eine unnötige, verzichtbare Veröffentlichung geworden? Ich sage hier klar nein, denn die Songs waren schon in der Original-Version grossartig, gewinnen hier aber eine neue Dimension hinzu, was den Kauf besonders für den Fan rechtfertigt.“

„Alles in allem ist dies für mich das beste Album der Band seit 10 Jahren. Wenn Du akustische Darbietungen magst oder die Originale magst ist Less Is More ein absoluter Pflichtkauf.“

„Marillion-Fans werden zuschlagen und es nicht wirklich bereuen. […] Von der Weisheit letzter Schluss werden jedoch sicher nur wahre Hogarth-Jünger sprechen. Seine Huuhuus machen es mir in letzter Zeit nicht immer leicht. Weniger, hihi, ist manchmal mehr, Steve!“

„’Less Is More’ bietet wie üblich keine Musik für zwischendurch. Auf den anspruchsvollen, gefühlslastigen Sound von Marillion muss man sich einmal eingelassen haben. Was sich dann offenbart, kann man unkitschig als wunderbar bezeichnen, auch auf dem bewusst schlichten Longplayer. Die Neuaufnahmen sind nicht besser als die Originale, sie sind nur anders. Für Marillion-Kenner ist ‚Less Is More‘ die ideale, melancholische Begleitung für den beginnenden Herbst.“